# 1962-es labdarúgó-világbajnokság-selejtező (UEFA)
Az 1962-es labdarúgó-világbajnokság selejtezőjének UEFA-zónájában összesen 30 nemzet harcolhatta ki a világbajnoki részvételt. Izrael és Etiópia is az európai selejtezőkben indult. Az európai zóna összesen 10 helyet kapott a 16-os mezőnyben. 

## Lebonyolítás
A 30 csapatot 10 csoportba osztották, különböző szabályok szerint. 
- 1–2–3–4–5–6. és 8. csoport: ezekben a csoportokban három csapat szerepelt, melyek oda-visszavágós rendszerben, hazai pályán és idegenben is megmérkőztek egymással. A csoportgyőztesek kijutottak az 1962-es világbajnokságra.
- 7. csoport: ebben a csoportban 5 csapat szerepelt. A csapatok egyenes kieséses rendszerben játszottak hazai pályán és idegenben egyaránt. A csoportgyőztes kijutott az 1962-es világbajnokságra.
- 9. csoport: ebben a csoportban 2 csapat szerepelt, melyek oda-visszavágós rendszerben, hazai pályán és idegenben is megmérkőztek egymással. A győztes UEFA/CAF pótselejtezőt játszott a világbajnoki részvételért.
- 10. csoport: ebben a csoportban 2 csapat szerepelt, melyek oda-visszavágós rendszerben, hazai pályán és idegenben is megmérkőztek egymással. A győztes UEFA/AFC pótselejtezőt játszott a világbajnoki részvételért.

## Összegezve
| 1. csoport   | 2. csoport      | 3. csoport       | 4. csoport     | 5. csoport    | 6. csoport   | 7. csoport                 | 8. csoport      | 9. csoport      | 10. csoport     |
| ------------ | --------------- | ---------------- | -------------- | ------------- | ------------ | -------------------------- | --------------- | --------------- | --------------- |
| · Svédország | · Franciaország | · NSZK           | · Magyarország | · Szovjetunió | · Anglia     | · Olaszország              | · Csehszlovákia | · Spanyolország | · Jugoszlávia   |
| · Svájc      | · Bulgária      | · Észak-Írország | · Hollandia    | · Törökország | · Portugália | · Izrael                   | · Skócia        | · Wales         | · Lengyelország |
| · Belgium    | · Finnország    | · Görögország    | · NDK          | · Norvégia    | · Luxemburg  | Románia · Etiópia · Ciprus | · Írország      | · Wales         | · Lengyelország |

## Csoportok

### 1. csoport
| Hely. | Csapat     | M | Gy | D | V | G+ | G– | Gk | P | Továbbjutás  |  | Svédország | Svájc | Belgium |
| ----- | ---------- | - | -- | - | - | -- | -- | -- | - | ------------ |  | ---------- | ----- | ------- |
| 1.    | Svédország | 4 | 3  | 0 | 1 | 10 | 3  | +7 | 6 | Pótselejtező |  | —          | 4–0   | 4–0     |
| 2.    | Svájc      | 4 | 3  | 0 | 1 | 9  | 9  | 0  | 6 | Pótselejtező |  | 3–2        | —     | 2–1     |
| 3.    | Belgium    | 4 | 0  | 0 | 4 | 3  | 10 | −7 | 0 |              |  | 0–2        | 2–4   | —       |

### 2. csoport
| Hely. | Csapat        | M | Gy | D | V | G+ | G– | Gk | P | Továbbjutás  |  | Franciaország | Bulgária | Finnország |
| ----- | ------------- | - | -- | - | - | -- | -- | -- | - | ------------ |  | ------------- | -------- | ---------- |
| 1.    | Franciaország | 4 | 3  | 0 | 1 | 10 | 3  | +7 | 6 | Pótselejtező |  | —             | 3–0      | 5–1        |
| 2.    | Bulgária      | 4 | 3  | 0 | 1 | 6  | 4  | +2 | 6 | Pótselejtező |  | 1–0           | —        | 3–1        |
| 3.    | Finnország    | 4 | 0  | 0 | 4 | 3  | 12 | −9 | 0 |              |  | 1–2           | 0–2      | —          |

### 3. csoport
| Hely. | Csapat         | M | Gy | D | V | G+ | G– | Gk | P | Továbbjutás                          |     | Nyugat-Németország | Észak-Írország | Görögország |
| ----- | -------------- | - | -- | - | - | -- | -- | -- | - | ------------------------------------ | --- | ------------------ | -------------- | ----------- |
| 1.    | NSZK           | 4 | 4  | 0 | 0 | 11 | 5  | +6 | 8 | Kijutott az 1962-es világbajnokságra |     | —                  | 2–1            | 2–1         |
| 2.    | Észak-Írország | 4 | 1  | 0 | 3 | 7  | 8  | −1 | 2 |                                      |     | 3–4                | —              | 2–0         |
| 3.    | Görögország    | 4 | 1  | 0 | 3 | 3  | 8  | −5 | 2 |                                      | 0–3 | 2–1                | —              |             |

### 4. csoport
| Hely. | Csapat       | M | Gy | D | V | G+ | G– | Gk | P | Továbbjutás                          |     | Magyarország | Hollandia | Német Demokratikus Köztársaság |
| ----- | ------------ | - | -- | - | - | -- | -- | -- | - | ------------------------------------ | --- | ------------ | --------- | ------------------------------ |
| 1.    | Magyarország | 4 | 3  | 1 | 0 | 11 | 5  | +6 | 7 | Kijutott az 1962-es világbajnokságra |     | —            | 3–3       | 2–0                            |
| 2.    | Hollandia    | 3 | 0  | 2 | 1 | 4  | 7  | −3 | 2 |                                      |     | 0–3          | —         | –                              |
| 3.    | NDK          | 3 | 0  | 1 | 2 | 3  | 6  | −3 | 1 |                                      | 2–3 | 1–1          | —         |                                |

### 5. csoport
| Hely. | Csapat      | M | Gy | D | V | G+ | G– | Gk | P | Továbbjutás                          |     | Szovjetunió | Törökország | Norvégia |
| ----- | ----------- | - | -- | - | - | -- | -- | -- | - | ------------------------------------ | --- | ----------- | ----------- | -------- |
| 1.    | Szovjetunió | 4 | 4  | 0 | 0 | 11 | 3  | +8 | 8 | Kijutott az 1962-es világbajnokságra |     | —           | 1–0         | 5–2      |
| 2.    | Törökország | 4 | 2  | 0 | 2 | 4  | 4  | 0  | 4 |                                      |     | 1–2         | —           | 2–1      |
| 3.    | Norvégia    | 4 | 0  | 0 | 4 | 3  | 11 | −8 | 0 |                                      | 0–3 | 0–1         | —           |          |

### 6. csoport
| Hely. | Csapat     | M | Gy | D | V | G+ | G– | Gk  | P | Továbbjutás                          |     | Anglia | Portugália | Luxemburg |
| ----- | ---------- | - | -- | - | - | -- | -- | --- | - | ------------------------------------ | --- | ------ | ---------- | --------- |
| 1.    | Anglia     | 4 | 3  | 1 | 0 | 16 | 2  | +14 | 7 | Kijutott az 1962-es világbajnokságra |     | —      | 2–0        | 4–1       |
| 2.    | Portugália | 4 | 1  | 1 | 2 | 9  | 7  | +2  | 3 |                                      |     | 1–1    | —          | 6–0       |
| 3.    | Luxemburg  | 4 | 1  | 0 | 3 | 5  | 21 | −16 | 2 |                                      | 0–9 | 4–2    | —          |           |

### 7. csoport
|  | Első forduló | Első forduló | Első forduló | Első forduló |  |  | Második forduló        | Második forduló | Második forduló | Második forduló |   |   | Harmadik forduló | Harmadik forduló | Harmadik forduló | Harmadik forduló |  |
|  |              |              |              |              |  |  |                        |                 |                 |                 |   |   |                  |                  |                  |                  |  |
|  |              |              |              |              |  |  | Olaszország            |                 |                 | jn              |   |   |                  |                  |                  |                  |  |
|  |              |              |              |              |  |  | Románia (visszalépett) |                 |                 |                 |   |   |                  |                  |                  |                  |  |
|  |              |              |              |              |  |  |                        |                 |                 |                 |   |   | Olaszország      | 4                | 6                | 10               |  |
|  |              |              |              |              |  |  |                        |                 | Izrael          | 2               | 0 | 2 |                  |                  |                  |                  |  |
|  |              |              |              |              |  |  | Etiópia                | 0               | 2               | 2               |   |   |                  |                  |                  |                  |  |
|  | Izrael       | 1            | 6            | 7            |  |  | Izrael                 | 1               | 3               | 4               |   |   |                  |                  |                  |                  |  |
|  | Ciprus       | 1            | 1            | 2            |  |  |                        |                 |                 |                 |   |   |                  |                  |                  |                  |  |

### 8. csoport
| Hely. | Csapat        | M | Gy | D | V | G+ | G– | Gk  | P | Továbbjutás  |  | Csehszlovákia | Skócia | Írország |
| ----- | ------------- | - | -- | - | - | -- | -- | --- | - | ------------ |  | ------------- | ------ | -------- |
| 1.    | Csehszlovákia | 4 | 3  | 0 | 1 | 16 | 5  | +11 | 6 | Pótselejtező |  | —             | 4–0    | 7–1      |
| 2.    | Skócia        | 4 | 3  | 0 | 1 | 10 | 7  | +3  | 6 | Pótselejtező |  | 3–2           | —      | 4–1      |
| 3.    | Írország      | 4 | 0  | 0 | 4 | 3  | 17 | −14 | 0 |              |  | 1–3           | 0–3    | —        |

### 9. csoport
| Hely. | Csapat        | M | Gy | D | V | G+ | G– | Gk | P | Továbbjutás                     |  | Spanyolország | Wales |
| ----- | ------------- | - | -- | - | - | -- | -- | -- | - | ------------------------------- |  | ------------- | ----- |
| 1.    | Spanyolország | 2 | 1  | 1 | 0 | 3  | 2  | +1 | 3 | Interkontinentális pótselejtező |  | —             | 1–1   |
| 2.    | Wales         | 2 | 0  | 1 | 1 | 2  | 3  | −1 | 1 |                                 |  | 1–2           | —     |

### 10. csoport
| Hely. | Csapat        | M | Gy | D | V | G+ | G– | Gk | P | Továbbjutás                     |  | Jugoszlávia | Lengyelország |
| ----- | ------------- | - | -- | - | - | -- | -- | -- | - | ------------------------------- |  | ----------- | ------------- |
| 1.    | Jugoszlávia   | 2 | 1  | 1 | 0 | 3  | 2  | +1 | 3 | Interkontinentális pótselejtező |  | —           | 2–1           |
| 2.    | Lengyelország | 2 | 0  | 1 | 1 | 2  | 3  | −1 | 1 |                                 |  | 1–1         | —             |

## Interkontinentális pótselejtező

### UEFA/CAF
| Hely. | Csapat        | M | Gy | D | V | G+ | G– | Gk | P | Továbbjutás                          |  | Spanyolország | Marokkó |
| ----- | ------------- | - | -- | - | - | -- | -- | -- | - | ------------------------------------ |  | ------------- | ------- |
| 1.    | Spanyolország | 2 | 2  | 0 | 0 | 4  | 2  | +2 | 4 | Kijutott az 1962-es világbajnokságra |  | —             | 3–2     |
| 2.    | Marokkó       | 2 | 0  | 0 | 2 | 2  | 4  | −2 | 0 |                                      |  | 0–1           | —       |

### UEFA/AFC
| Hely. | Csapat      | M | Gy | D | V | G+ | G– | Gk | P | Továbbjutás                          |  | Jugoszlávia | Dél-Korea |
| ----- | ----------- | - | -- | - | - | -- | -- | -- | - | ------------------------------------ |  | ----------- | --------- |
| 1.    | Jugoszlávia | 2 | 2  | 0 | 0 | 8  | 2  | +6 | 4 | Kijutott az 1962-es világbajnokságra |  | —           | 5–1       |
| 2.    | Dél-Korea   | 2 | 0  | 0 | 2 | 2  | 8  | −6 | 0 |                                      |  | 1–3         | —         |

## Kijutott csapatok
Az alábbi tíz csapat jutott ki az UEFA-zónából az 1962-es labdarúgó-világbajnokságra.
| Csapat        | Kijutás                                           | Kijutás dátuma     | Korábbi részvételek a világbajnokságon1 |
| ------------- | ------------------------------------------------- | ------------------ | --------------------------------------- |
| Svájc         | 1. csoport győztese                               | 1961. november 12. | 4 (1934, 1938, 1950, 1954)              |
| Bulgária      | 2. csoport győztese                               | 1961. december 16. | 0 (debütálás)                           |
| NSZK          | 3. csoport győztese                               | 1961. október 22.  | 4 (19342, 19382, 1954, 1958)            |
| Magyarország  | 4. csoport győztese                               | 1961. október 22.  | 4 (1934, 1938, 1954, 1958)              |
| Szovjetunió   | 5. csoport győztese                               | 1961. november 12. | 1 (1958)                                |
| Anglia        | 6. csoport győztese                               | 1961. október 25.  | 3 (1950, 1954, 1958)                    |
| Olaszország   | 7. csoport győztese                               | 1961. november 4.  | 4 (1934, 1938, 1950, 1954)              |
| Csehszlovákia | 8. csoport győztese                               | 1961. november 29. | 4 (1934, 1938, 1954, 1958)              |
| Spanyolország | UEFA/CAF Interkontinentális pótselejtező győztese | 1961. november 23. | 2 (1934, 1950)                          |
| Jugoszlávia   | UEFA/AFC Interkontinentális pótselejtező győztese | 1961. november 26. | 4 (1930, 1950, 1954, 1958)              |

1 Félkövérrel az adott év világbajnokai vannak jelölve. Dőlt betűvel az adott év rendezői kerültek feltüntetésre.
2 Németország néven.